# Казачье (Вольнянский район)
Казачье (укр. Козаче) — село,
Максимовский сельский совет,
Вольнянский район,
Запорожская область,
Украина.
Код КОАТУУ — 2321583002. Население по переписи 2001 года составляло 66 человек.

## Географическое положение
Село Казачье находится в 2,5 км от левого берега реки Солёная,
на расстоянии в 2 км от сёл Новофёдоровка и Максимовка.
По селу протекает пересыхающий ручей с запрудой.

## История
- 1923 год — дата основания.